# Jan Schur
Jan Schur, född den 27 november 1962 i Leipzig, Tyskland, är en östtysk tävlingscyklist som tog OS-guld i lagtempoloppet vid olympiska sommarspelen 1988 i Seoul.